# Mister Monde 2012

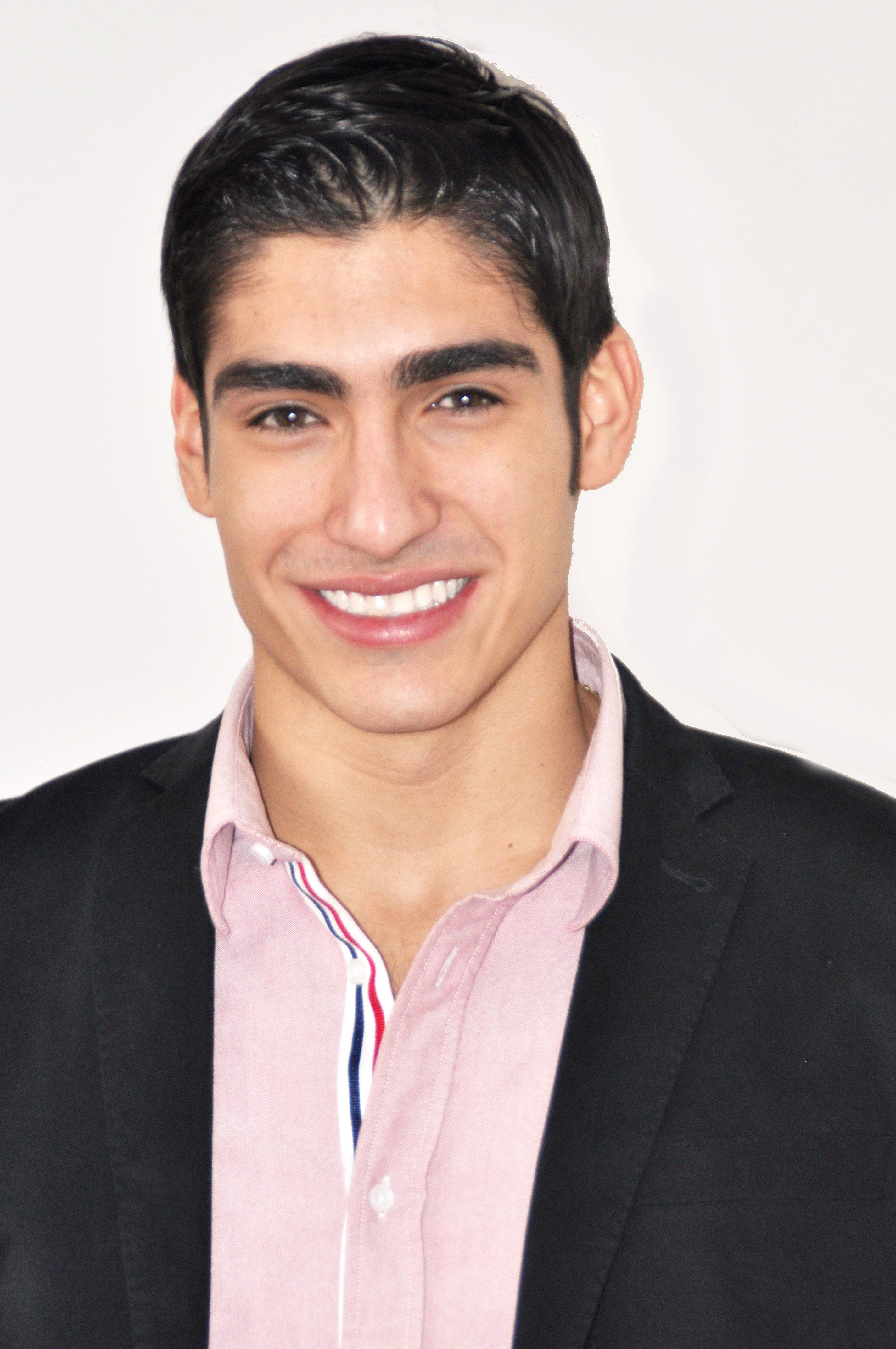
Francisco Escobar, Mister Monde 2013.

Mister Monde 2012, est la 7e élection de Mister Monde, dont la finale s'est déroulée le 24 novembre 2012 au Kent Showground à Detling, dans le Kent en Angleterre.

## Candidats
| Pays                        | Candidat                        | Âge    | Taille | Ville          |
| --------------------------- | ------------------------------- | ------ | ------ | -------------- |
| Afrique du Sud              | Andrew Govender                 | 25 ans | 1,86   | Johannesburg   |
| Allemagne                   | Alessandro Izzo                 | 21 ans | 1,84   | Hockenheim     |
| Angleterre                  | Roland Johnson                  | 20 ans | 1,90   | Surrey         |
| Argentine                   | Franco Belotti                  | 26 ans | 1,86   | Buenos Aires   |
| Belgique                    | Gianni Sennesael                | 22 ans | 1,86   | Dixmude        |
| Bolivie                     | Christian Michalsky Baez        | 21 ans | 1,86   | Santa Cruz     |
| Bosnie-Herzégovine          | Zlatan Duratović                | 21 ans | 1,88   | Sarajevo       |
| Bulgarie                    | Stefan Miletiev                 | 23 ans | 1,80   | Sofia          |
| Canada                      | Frankie Cena                    | 21 ans | 1,65   | Vancouver      |
| Chine                       | Tan Zeyong                      | 23 ans | 1, 88  | Hunan          |
| Colombie                    | Francisco Escobar               | 20 ans | 1,83   | Cali           |
| Costa Rica                  | Jorge Mario Castillo            | 23 ans | 1,84   | San José       |
| Croatie                     | Vanja Grgeć                     | 25 ans | 1,89   | Zagreb         |
| Espagne                     | Alvaro Villanueva Santos        | 21 ans | 1,88   | Séville        |
| Éthiopie                    | Munir Ali                       | 22 ans | 1,78   | Addis Ababa    |
| France                      | Alexandre Cheraibi              | 24 ans | 1,88   | Marseille      |
| Grèce                       | Dimitris Valvis                 | 27 ans | 1,88   | Athènes        |
| Guadeloupe                  | Wendy Villeronce                | 22 ans | 1,88   | Basse-Terre    |
| Honduras                    | Kilber Gutierrez Ponce          | 23 ans | 1,80   | San Pedro Sula |
| Inde                        | Taher Ali                       | 25 ans | 1,85   | Mumbay         |
| Irlande                     | Leo Delaney                     | 22 ans | 1,85   | Limerick       |
| Italie                      | Fabio Rondinelli                | 27 ans | 1,90   | Settingiano    |
| Japon                       | Shuhei Arai                     | 27 ans | 1,83   | Nara           |
| Lettonie                    | Kaspars Romanovs                | 24 ans | 1,89   | Balvi          |
| Liban                       | Rodolphe Bou Nader              | 20 ans | 1,85   | Beyrouth       |
| Luxembourg                  | Kevin Stamerra                  | 25 ans | 1,90   | Luxembourg     |
| Macao                       | Kim Wu Ngai Kin                 | 24 ans | 1,78   | Macao          |
| Malte                       | Robert Galea                    | 25 ans | 1,85   | Rabat          |
| Martinique                  | David Fortune                   | 23 ans | 1,88   | Fort-de-France |
| Mexique                     | Enrique Ramírez Mayagoitia      | 26 ans | 1,90   | Monterrey      |
| Mongolie                    | Enkhbold Erdenetuya             | 25 ans | 1,88   | Ulaanbaatar    |
| Nouvelle-Zélande            | Courtenay Bernard               | 27 ans | 1,84   | Waitakere      |
| Paraguay                    | Miguel Cardozo                  | 25 ans | 1,86   | Asuncion       |
| Pays-Bas                    | Bas Gosewisch                   | 22 ans | 1,88   | Overijssel     |
| Pérou                       | Rodrigo Fernandini              | 21 ans | 1,80   | Lambayeque     |
| Philippines                 | Quenerich Rehman                | 23 ans | 1,76   |                |
| Pologne                     | Weronika Szmajdrinska           | 18 ans | 1,75   |                |
| Porto Rico                  | Janelee Marcus Chaparro Colon   | 20 ans | 1,75   |                |
| Portugal                    | Melanie Vincente                | 21 ans | 1,70   |                |
| Russie                      | Elizaveta Golovanova            | 19 ans | 1,78   |                |
| Saint-Christophe-et-Niévès  | Markysa O'Loughlin              | 20 ans | 1,68   |                |
| Salvador                    | Maria Luisa Vicuna Zamorano     | 18 ans | 1,72   |                |
| Serbie                      | Bojana Lecic                    | 22 ans | 1,82   |                |
| Seychelles                  | Sherlyn Niella Furneau          | 21 ans | 1,79   |                |
| Sierra Leone                | Vanessa Ethleen Yvonne Williams | 22 ans | 1,68   |                |
| Singapour                   | Karisa Sukamto                  | 19 ans | 1,60   |                |
| Slovaquie                   | Kristina Krajcirova             | 20 ans | 1,78   |                |
| Slovénie                    | Nives Oresnik                   | 20 ans | 1,73   |                |
| Soudan du Sud               | Atong De Mach                   | 23 ans | 1,80   | Juba           |
| Sri Lanka                   | Sumudu Prasadini Wijesinghe     | 23 ans | 1,78   |                |
| Suède                       | Sanna Jinnedal                  | 19 ans | 1,80   |                |
| Suriname                    | Stefanie Gentle                 | 21 ans | 1,73   | Nieuw Nickerie |
| Tanzanie                    | Lisa Peter Jensen               | 24 ans | 1,80   |                |
| République tchèque          | Linda Bartosova                 | 19 ans | 1,71   |                |
| Thaïlande                   | Vanessa Phuang Herrmann         | 21 ans | 1,75   |                |
| Trinité-et-Tobago           | Athaliah Tizrah Samuel          | 24 ans | 1,78   |                |
| Turquie                     | Acalya Samyeli Danoglu          | 20 ans | 1,85   |                |
| Ukraine                     | Karyna Zhyronkina               | 20 ans | 1,77   |                |
| Uruguay                     | Valentina Herdenson Aromburu    | 18 ans | 1,79   |                |
| Venezuela                   | Gabriela Ferrari                | 20 ans | 1,79   | Valencia       |
| Îles Vierges des États-Unis | Taiesa Lashley                  | 24 ans | 1,63   |                |
| Viêt Nam                    | Hoangmy Vu                      | 23 ans | 1,73   |                |
| Zambie                      | Christine Mwaaba                | 23 ans | 1,74   |                |
| Zimbabwe                    | Bongani Dlakama                 | 24 ans | 1,74   |                |

## Résultats
| Place             | Candidat                     |
| ----------------- | ---------------------------- |
| Mister Monde 2013 | Colombie - Francisco Escobar |
| 2e                | Philippines - Andrew Wolff   |
| 3e                | Irlande — Leo Delaney        |